# 圣欧亨尼娅
圣欧亨尼娅（西班牙語：Santa Eugenia）是西班牙巴利阿里群岛的一个市镇。总面积20平方公里，总人口1224人（2001年），人口密度61人/平方公里。